# Caral
|  | Aquest article tracta sobre l'antiga ciutat de Caral. Vegeu-ne altres significats a «Caral (alga)». |

Caral fou una ciutat sagrada de la desapareguda civilització de Caral i un important jaciment arqueològic situat al Perú. La civilització de Caral (Caral-Supe o Norte Chico) és la més antiga d'Amèrica, i és considerada com el bressol de la civilització andina. Està situat a la vall de Supe, a 200 kilòmetres al nord de Lima, i està datat en uns 5.000 anys d'antiguitat.
La civilització de Caral va ser coetània d'altres de l'antiguitat, com les de la Xina, l'antic Egipte, l'Índia i Mesopotàmia; aquesta ciutat estat tenia una organització teocràtica, i va estar envoltada per altres civilitzacions emmarcades en el que s'anomena "societat vilatana". Segons una part de la comunitat científica, es tractaria d'una de les zones geogràfiques que poden considerar com el bressol de posteriors civilitzacions per la seva antiguitat.
Va ser declarada Patrimoni de la Humanitat pel Comitè del Patrimoni Mundial de la UNESCO durant la seva trentena tercera sessió ordinària celebrada el 28 de juny de 2009 a Sevilla. Es va reconèixer així que la Ciutat Sagrada de Caral és la representant més destacada per la seva antiguitat, complexitat arquitectònica amb edificis piramidals, places, el seu disseny i l'extensió urbana d'aquesta civilització peruana, la més antiga del continent americà. D'aquesta manera, Caral s'afegeix als altres 10 llocs turístics ja reconeguts com a Patrimoni de la Humanitat al Perú.

## Història del jaciment
El 1905, Max Uhle treballà a Aspero, un assentament situat al litoral de la vall de Supe, a 23 kilòmetres de la ciutat sagrada de Caral. Julio C. Tello va explorar el mateix lloc el 1937. No hi ha evidències que ells s'endinsessin per la vall de Supe i, per tant, que arribessin a conèixer aquestes runes.
El primer que fa esment sobre Caral (o el Chupacigarro Gran) va ser el viatger nord-americà Paul Kosok, qui va visitar el lloc juntament amb l'arqueòleg nord-americà Richard Schaedel el 1949. En el seu informe, publicat al llibre Life, Land and Water in Ancient Peru, el 1965, va esmentar que Chupacigarro (com es coneixia Caral) havia de ser molt antic, però no ho va poder determinar.
El 1975, l'arquitecte peruà Carlos Williams va fer un registre de la majoria dels jaciments arqueològics de la vall de Supe, entre els quals va registrar el Chupacigarro Gran, i va realitzar algunes observacions sobre el desenvolupament de l'arquitectura als Andes, dades que va presentar el 1983 en un article, "Arquitectura i Urbanisme a l'Antic Perú", i posteriorment a "A Scheme for the Early Monumental Architecture of the Central Coast of Peru".
El 1979, l'arqueòleg francès Frederic Engel va visitar el lloc, va excavar i va aixecar un plànol de la zona. En el seu llibre "De las Begonias al Maíz" (1987), Engel va afirmar que el Chupacigarro Gran (nom amb què encara es coneixia Caral) podria haver estat construït amb anterioritat a l'aparició de la ceràmica als Andes (1800 aC). No obstant això, els arqueòlegs andins van assumir que l'assentament era "aceràmic", és a dir, que havia estat construït per una població que no utilitzava la ceràmica, encara que ja es coneixia en altres llocs dels Andes.
El 1994, Ruth Shady va recórrer novament la vall de Supe i va identificar 18 llocs amb les mateixes característiques arquitectòniques, entre els quals es trobaven els 4 llocs coneguts com a Chupacigarro Gran, Chupacigarro Chico, Chupacigarro Centre i Chupacigarro Oest. Per diferenciar-los, Shady els va denominar, Caral, Chupacigarro, Miraya i Lurihuasi. Caral, Miraya i Lurihuasi són els noms quítxua dels poblats més propers als llocs. Chupacigarro és el nom amb què en castellà anomenaven un ocell del lloc.
Shady va començar a excavar a Caral a partir de 1996 i va presentar les seves dades per primera vegada el 1997, en el llibre La Ciutat Sagrada de Caral en les albors de la civilització al Perú. En aquest llibre va sustentar obertament l'antiguitat preceràmica de la ciutat sagrada de Caral, afirmació que va consolidar de manera irrefutable en els anys següents a través de més excavacions intensives en el lloc.
El Projecte Especial Arqueològic Caral-Supe coordina els treballs a la Ciutat Sagrada de Caral, així com dels assentaments coetanis d'Aspre, Miraya i Lurihuasi. L'arqueòloga Ruth Shady, viatja a la vall de manera permanent per continuar amb les excavacions.

## Galeria

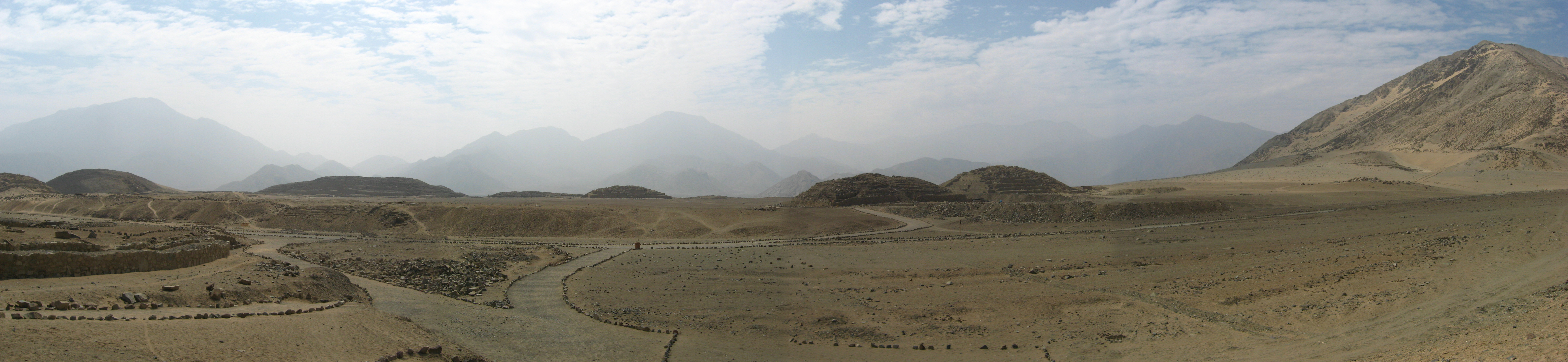
Vista panoràmica de Caral

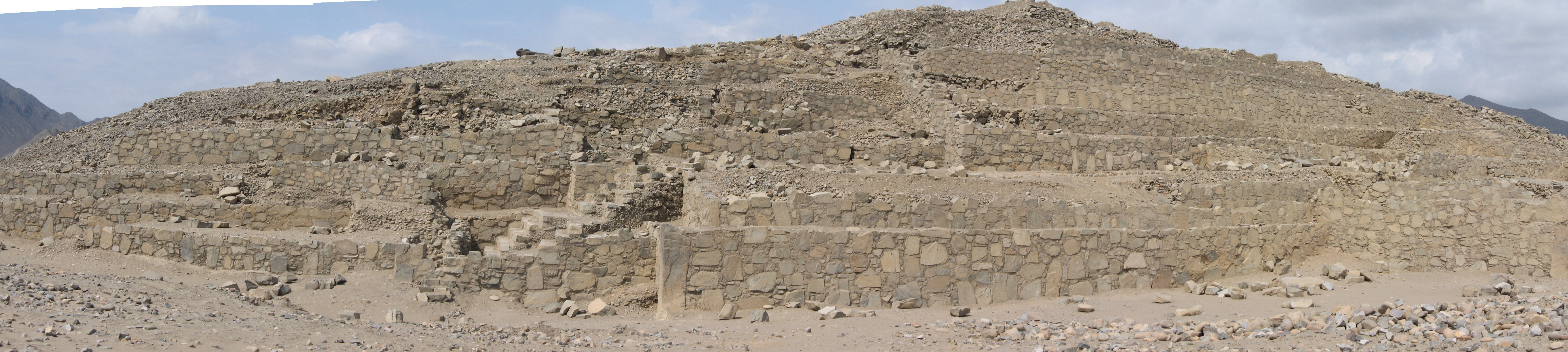
Una de les piràmides de Caral

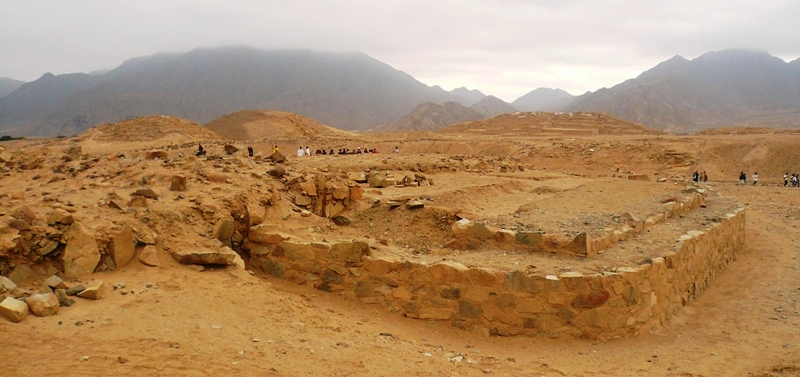
Restes de la civilització de Caral

Vista panoràmica de 360° de Caral